# Хохфайлер
Хохфайлер (на немски Hochfeiler; наричан на италиански Gran Pilastro) е най-високият връх на Цилерталските Алпи (3509 м). Намира се на границата между Италия и Австрия и на вододела между басейните на реките Дунав и Адидже. Северната страна е далеч по-впечатляваща - с височина 300 м., тя е изцяло покрита с лед и сняг, при наклон 60°. Най-големият ледник тук е Шлегайскеес, който започва от самия връх. От юг и запад има още два. „Ледената стена на Хохфайлер“ е една от най-известните зони за алпинистите от цяла Европа. Върхът е изкачен за първи път през 1865 г. от австрийския алпинист Паул Громан и трима местни водачи, докато северната стена - през 1887 г. от Франц Дик.